# Hradištko u Sadské
Hradištko, bis 1969 Hradišťko (deutsch Hradischko) ist eine Gemeinde in Tschechien. Sie liegt acht Kilometer südwestlich von Nymburk und gehört zum Okres Nymburk.

## Geographie
Hradištko befindet sich am linken Ufer der Elbe gegenüber der Ruine Mydlovar und der Mündung der Vlkava auf der Ostböhmischen Tafel. Südlich erstreckt sich der Naturpark Kersko und im Nordwesten der Auwald „Mydlovarský luh“.
Nachbarorte sind Šnepov und Rozkoš im Norden, Kostomlaty nad Labem im Nordosten, Doubrava, Písty und Zvěřínek im Osten, Sadská und Třebestovice im Südosten, Velenka im Südwesten, Kersko und Semice im Westen sowie Ostrá im Nordwesten.

## Geschichte

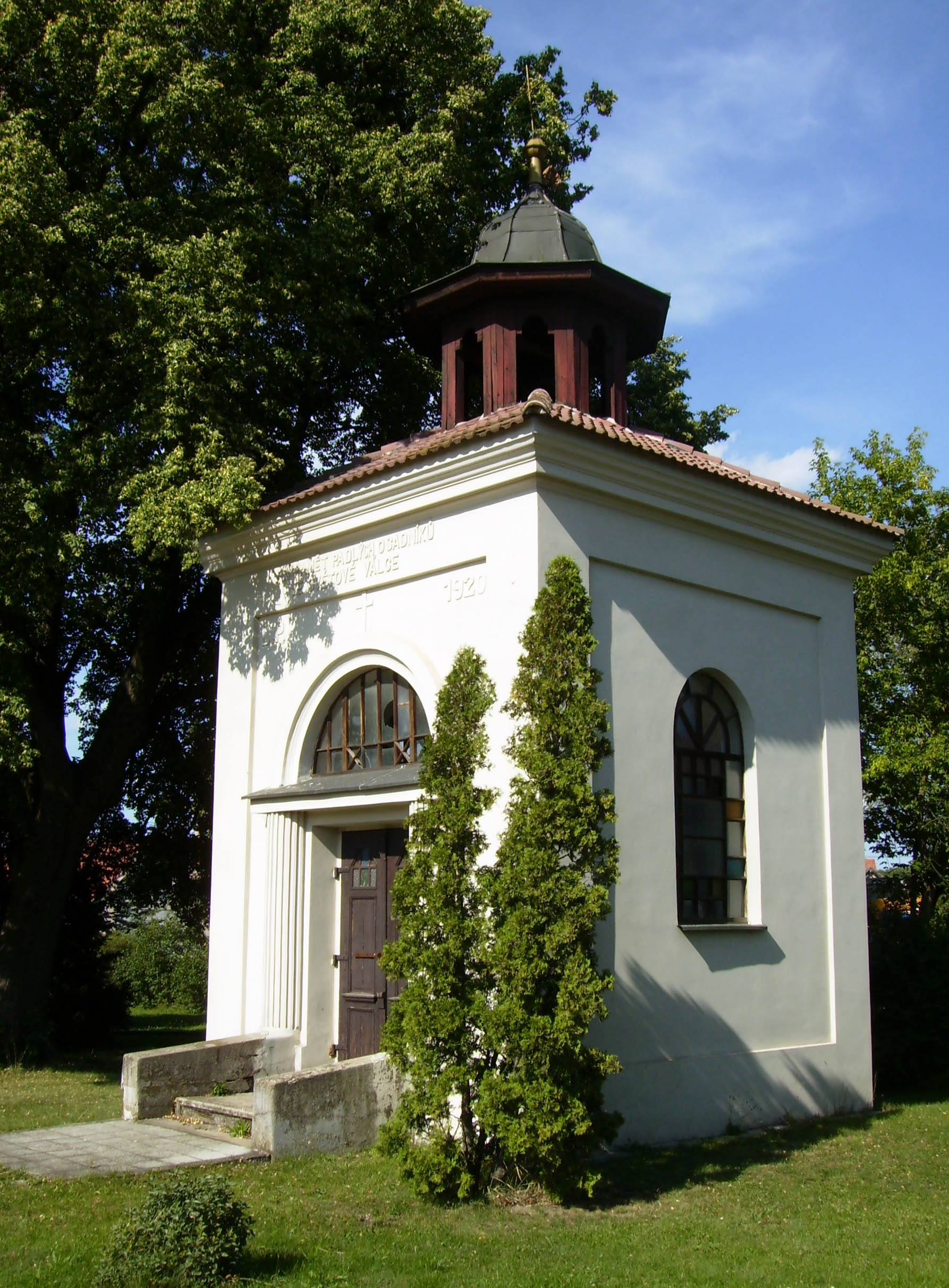
Kapelle

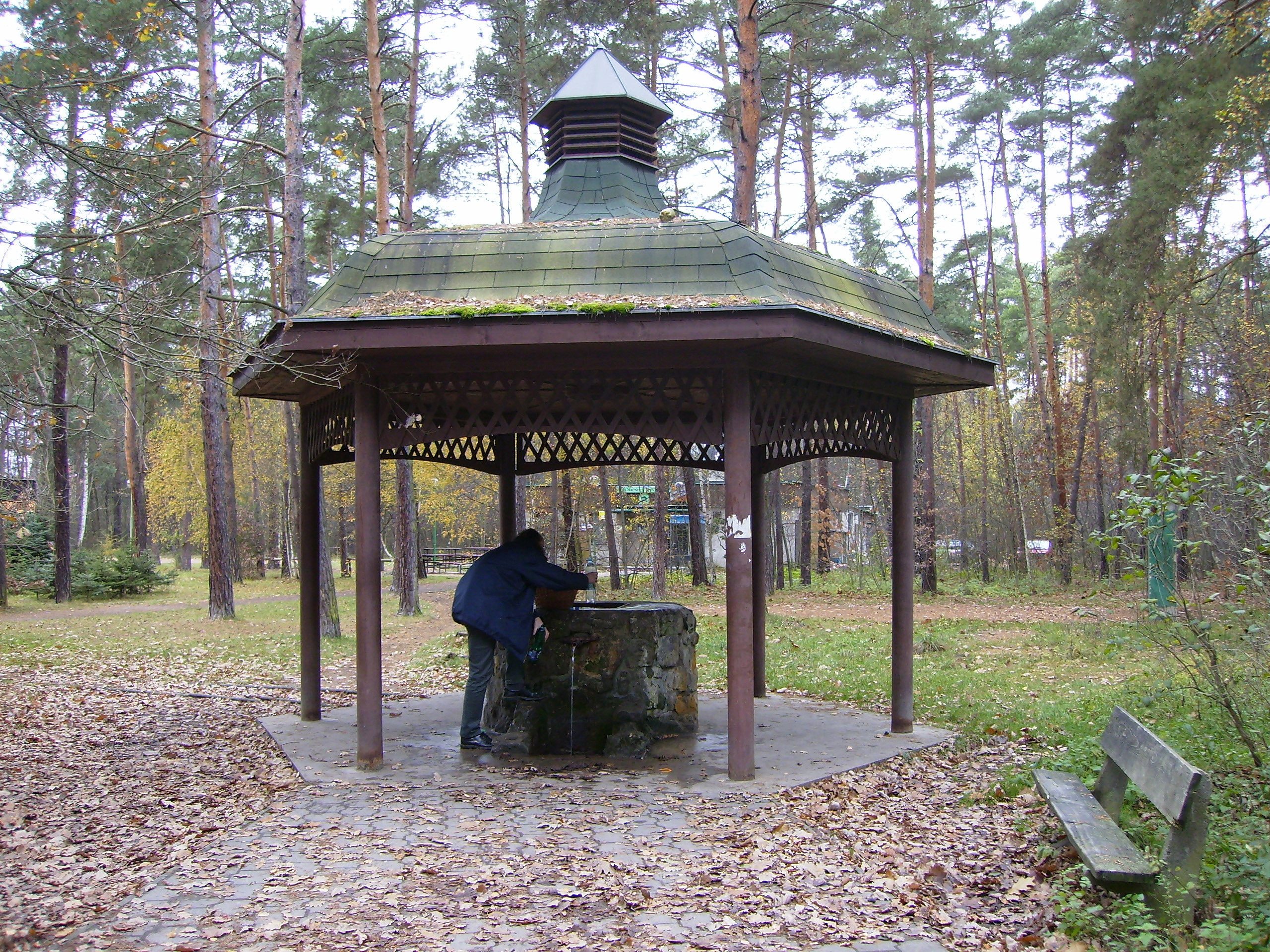
St.-Josefs-Quelle in Kersko

Die erste schriftliche Erwähnung des Dorfes erfolgte im Jahre 1088.
Nach der Aufhebung der Patrimonialherrschaften bildete Hradišťko ab 1850 eine Gemeinde im Bezirk Poděbrady. Teil des Gemeindegebietes ist der Kerskowald. Nach dem Ersten Weltkrieg wurde der Kersko ein beliebtes Erholungsgebiet der Prager Oberschicht. Im Wald entstand eine Ferienhaussiedlung. Seit 1949 gehört die Gemeinde zum Okres Nymburk.
Der Kersko-Wald war 1951 Handlungsgebiet von Widerstandsaktionen der Mašín-Brüder. Am 12. September 1951 fesselten Ctirad Mašín und Milan Paumer im Wald den Taxibesitzer, der sie nach ihrem Überfall auf die Polizeistation in Chlumec nad Cidlinou gefahren hatte. Am 28. September bemächtigten sich die Mašín-Brüder und Paumer am Abzweig der Straße nach Kersko von der 611 bei Velenka eines Krankenwagens und fesselten die Sanitäter im Wald. Anschließend überfielen sie mit dem gestohlenen Krankenwagen die Polizeistation in Čelákovice.
Seit 1970 trägt die Gemeinde den Namen Hradištko. 2006 bestand die Siedlung Kersko aus 362 Häusern und seit 2000 sind auch Einfamilienhäuser entstanden, so dass Kersko inzwischen auch ständige Einwohner hat.

## Gemeindegliederung
Für die Gemeinde Hradištko sind keine Ortsteile ausgewiesen. Zu Hradištko gehört die Siedlung Kersko.

## Sehenswürdigkeiten
- Kapelle
- Menhir von Kersko, westlich des Dorfes an der Elbe
- Reste der Burg Mydlovar, nordwestlich am anderen Ufer der Elbe
- Auwald Mydlovarský luh um die Ruine Mydlovar, Naturschutzgebiet
- Naturpark Kersko, südlich des Dorfes
- Moorwiese bei Velenka (NPP Slatinná louka u Velenky), das 1,3 ha große Naturschutzgebiet bei der Siedlung Kersko ist ein Besonderes Schutzgebiet (SPA) und damit Teil von Natura 2000
- Kersker Teiche (PP Kerské rybníčky) mit 9 ha, es handelt sich um drei Teiche im Kerskowald, die gleichfalls Besondere Schutzgebiete sind
- St.-Josef-Mineralquelle bei Kersko, die Quelle wurde 1934 in 89 m Tiefe erschlossen

## Persönlichkeiten
- Der Schriftsteller Bohumil Hrabal lebte lange Zeit den Sommer über mit ca. 25 halbwilden Katzen in Kersko und machte die Siedlung berühmt.
- Das Gasthaus Hájenka wurde durch den 1983 von Jiří Menzel nach Hrabals Vorlage in Kersko gedrehten Film "Slavnosti sněženek" bekannt.